# GP La Marseillaise 2011
De GP La Marseillaise 2011 werd gehouden op 30 januari in Frankrijk en maakte deel uit van de UCI Europe Tour 2011. De wedstrijd ging over 139,7 kilometer en nam 3 uur, 30 minuten en 55 seconden in beslag. De wedstrijd werd gewonnen door Jérémy Roy.

## Uitslag
| GP La Marseillaise 2011 |                   |                           |          |
| Plaats                  | Naam              | Ploeg                     | tijd     |
| Winnaar                 | Jérémy Roy        | Française des Jeux        | 3u30'55" |
| 2                       | Sylvain Georges   | BigMat-Auber 93           | +2'38"   |
| 3                       | Romain Feillu     | Vacansoleil-DCM           | +2'43"   |
| 4                       | Jure Kocjan       | Team Type 1               | z.t.     |
| 5                       | Arthur Vichot     | Française des Jeux        | z.t      |
| 6                       | Cyril Gautier     | Team Europcar             | z.t.     |
| 7                       | Riccardo Riccò    | Vacansoleil-DCM           | z.t.     |
| 8                       | Cédric Pineau     | Française des Jeux        | z.t.     |
| 9                       | Julien Antomarchi | La Pomme Marseille        | z.t.     |
| 10                      | Julien El Fares   | Cofidis                   | z.t.     |
|                         |                   |                           |          |
| 13                      | Sander Armée      | Topsport Vlaand.-Mercator | z.t.     |
| 14                      | Lieuwe Westra     | Vacansoleil-DCM           | z.t.     |

1980 · 1981 · 1982 · 1983 · 1984 · 1985 · 1986 · 1987 · 1988 · 1989 · 1990 · 1991 · 1992 · 1993 · 1994 · 1995 · 1996 · 1997 · 1998 · 1999 · 2000 · 2001 · 2002 · 2003 · 2004 · 2005 · 2006 · 2007 · 2008 · 2009 · 2010 · 2011 · 2012 · 2013 · 2014 · 2015 · 2016 · 2017 · 2018 · 2019 · 2020 · 2021 · 2022 · 2023 · 2024 · 2025